# Simone da Lipnica
Simone da Lipnica (Lipnica Murowana, tra il 1435 e il 1440 – Cracovia, 1482) è stato un presbitero polacco dell'Ordine dei frati minori. È venerato come santo della Chiesa cattolica.

## Biografia
Nel 1454, terminata la scuola parrocchiale, si iscrisse all'accademia di Jagellonica a Cracovia. Durante quegli anni predicava in città San Giovanni da Capestrano; l'insegnamento del santo ebbe influenza decisiva sul giovane Simone, il quale gli chiese di essere ammesso al suo convento.
Su consiglio di San Giovanni, Simone terminò prima gli studi e, nel 1457, conseguì il baccellierato. Entrò, quindi, nel convento di San Bernardino dove, compiuti il noviziato e gli studi teologici, nel 1465 fu ordinato sacerdote.
Esercitò il sacerdozio dapprima nel convento di Cracovia; nel 1467, predicatore nel convento di Stradom, acquistò fama di insigne oratore, spiegando con acume i punti più difficili e controversi della Sacra Scrittura. Nel 1463 occupò l'ufficio di predicatore nella cattedrale di Wawel.
Nel 1478 fu eletto definitore di Cracovia, prese parte al Capitolo generale a Pavia, quindi si recò a Roma e poi in Terra santa.
Nel luglio del 1482, a Cracovia, scoppiò un'epidemia di peste, che durò fino al 6 gennaio dell'anno seguente. Simone non abbandonò la città, prodigandosi nella cura dei fratelli sofferenti. La tradizione racconta che Simone offrì la sua vita a Dio per fare cessare la grave epidemia. Fu esaudito. Alla sua morte il morbo cessò. Morì a 47 anni il 18 luglio 1482, dopo sei giorni di malattia.
Il suo culto venne approvato da Innocenzo XI il 24 febbraio 1685.
La causa per la sua canonizzazione, ripresa da papa Pio XII il 25 giugno 1948, è giunta alla conclusione, in seguito al riconoscimento delle sue virtù eroiche e della guarigione prodigiosa avvenuta a Cracovia nel 1943 e attribuita all'intercessione del Beato. I rispettivi Decreti furono promulgati da papa Benedetto XVI il 19 dicembre 2005 e il 16 dicembre 2006. Lo stesso Papa lo ha canonizzato il 3 giugno 2007.